# Техносила
«Техносила» — бывшая российская сеть магазинов электроники и бытовой техники.  В начале 2012 года занимала третье (после «М.Видео» и «Эльдорадо») место в России по доле занимаемых торговых площадей (11%). Штаб-квартира — в Москве. Закрыта в 2017 году в связи с банкротством.

## История

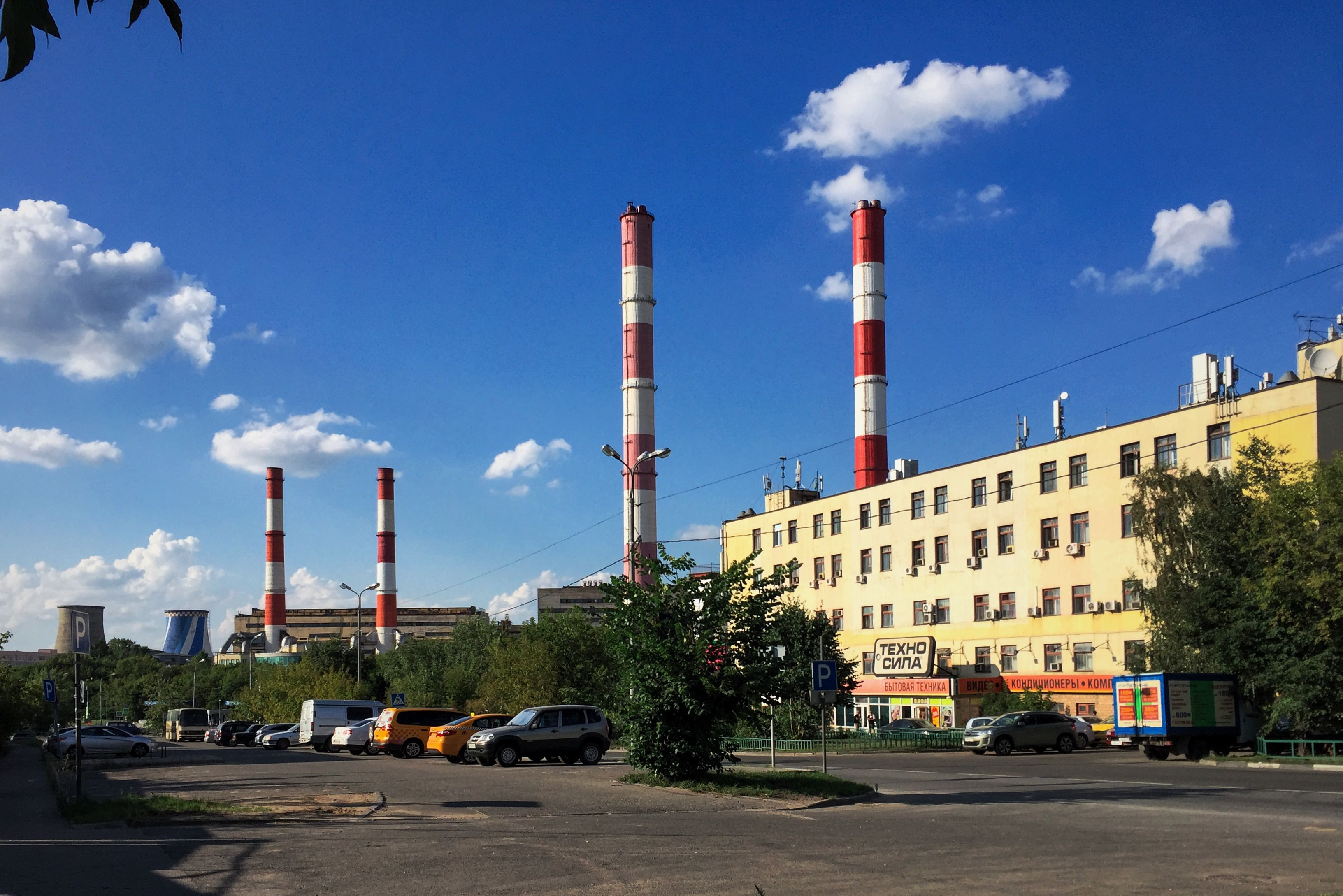
Бывший магазин «СВ» на Монтажной улице, в 1997—2017 годы действовавший под маркой «Техносила»

Сеть основана в 1993 году под названием «СВ». Самый первый магазин открылся в Москве на Монтажной улице. Торговая марка «Техносила» появилась в 1997 году. Первоначально сеть «Техносила» входила в группу компаний «СВ», владельцами которой являлись предприниматели Вячеслав и Виктор Зайцевы. В число совладельцев также входил Александр Зайонц, который покинул компанию после кризиса 1998 года, став совладельцем компании М.Видео. Четвертый совладелец компании, Лев Саамов, погиб в 1999 году.
В 1999 году «Техносила» расширилась за счет поглощения другой сети — «Диал-электроникс», а в 2001 году начала открывать свои региональные представительства. 2007 год стал годом активной региональной экспансии — на тот момент более 70% магазинов сети находилось в регионах. В 2007 году франчайзинговый магазин «Техносила» открылся в Душанбе. В 2008 году было открыто 20 новых магазинов, а в 2009 году планировалось открыть ещё около 30, но фактически было открыто всего 3: в Москве, в Екатеринбурге, в Омске.
Весной 2010 года сеть, испытывавшая проблемы с платежеспособностью, перешла под контроль МДМ Банка. К началу ноября 2010 года банк продал торговую сеть группе Dauria. 10 февраля 2011 года ООО «Техносила», согласно решению арбитражного суда Московской области, было признано банкротом. На тот момент у компании было 11 кредиторов; общая сумма их требований составляла 11,253 миллиарда рублей.
В конце 2011 года Dauria погасила все задолженности компании «Техносила». В феврале 2012 года компания вновь открыла магазины для покупателей. Новым владельцем стал Михаил Кокорич, он планировал реанимировать сеть в течение 2012—2013 годов, после чего начать активную экспансию в регионы. В марте 2012 года был открыт волгоградский региональный распределительный центр. Позднее Кокорич продал компанию «Техносила».
В 2014 году произошло слияние «Техносилы» с петербургской сетью магазинов бытовой техники и электроники «Техношок».
В феврале 2017 года «Эльдорадо» принял решение о поглощении «Техносилы» за 1,5 млрд рублей.
В июне 2017 года в связи с длительными убытками было принято решение о прекращении существования бренда. Все бывшие розничные магазины, сайт и бонусные карты «Техносилы» были переданы сети «Эльдорадо». В последние дни работы сети под брендом «Техносила» была проведена последняя распродажа товаров со скидкой до 80%.
В конце августа 2017 года продажи бренда окончательно прекращены, в сентябре того же года все магазины закрыты и «Техносила» прекратила свое существование.
В январе 2018 года было объявлено о завершении приобретения «Техносилы» к сети «Эльдорадо», на следующий день того же месяца сделка была завершена. В марте 2018 года печатные издания «Техносилы» были списаны.

## Собственники и руководство
Контроль над сетью принадлежал группе Dauria, контролируемой предпринимателем Михаилом Кокоричем (бывшим генеральным директором лесопромышленной компании «Илим Тимбер Индастри»). В 2012 году группа продала компанию финансовым инвесторам.

## Деятельность
До 2017 года «Техносила» осуществляла розничную и оптовую продажу всех видов электроники и бытовой техники. По состоянию на апрель 2010 года торговая сеть управляла 158 магазинами в различных регионах России.
«Техносила» также активно развивала направление электронная торговля. На июль 2017 года было закрыто 17 интернет-магазинов — в Москве, Санкт-Петербурге, а также в Волгограде, Воронеже, Екатеринбурге, Казани, Кемерово, Краснодаре, Новосибирске, Пензе, Перми, Ростове-на-Дону, Самаре, Томске, Тюмени, Уфе, Челябинске, Ярославле, Пятигорске, Ставрополе.
«Техносила» выпускала бытовую технику под собственными торговыми марками TECHNO (до 2017 года), WELLTON (до 2017 года), ECONOLINK, SOUND PRO, EL FRESCO.
В 2007 году в логистическую систему «Техносилы» входило 8 региональных распределительных центров: в Волгограде, Санкт-Петербурге, Ростове-на-Дону, Самаре, Екатеринбурге, Перми, Новосибирске, Воронеже и Казани.

### Показатели деятельности
Оборот торговой сети в 2006 году составил $1,012 млрд, валовая прибыль — $230 млн, EBITDA — $61 млн. В 2008 году оборот сети составил $1,9 млрд (годом ранее — $1,4 млрд). В 2009 году оборот сети составил 26,7 млрд рублей. В 2010 году оборот сети составил 23,9 млрд рублей.